# Espostoopsis dybowskii
Espostoopsis dybowskii (Rol.-Goss.) Buxb., 1968 è una pianta succulenta della famiglia delle Cactacee, endemica del Brasile. È l'unica specie nota del genere Espostoopsis.

## Conservazione
La Lista rossa IUCN classifica Espostoopsis dybowskii come specie vulnerabile.